# Javier Casas
Pour les articles homonymes, voir Casas.
Javier Casas est un footballeur espagnol né le 9 mai 1982 à Bilbao.